# Walter Lini
Walter Hadye Lini (1942 - 21 de febrero de 1999) fue un pastor anglicano y la primera persona en ocupar el puesto de primer ministro de Vanuatu. Nació en la isla de Pentecostés. Durante la era en que Vanuatu era un condominio franco-británico, Lini formó el Vanua'aku Pati, apoyado principalmente por los angloparlantes. Fue nombrado ministro jefe (Chief Minister) de la colonia en 1979 y accedió al puesto de primer ministro tras la independencia de Vanuatu en 1980. 
La administración de Lini fue muy controvertida en Occidente debido a sus lazos con el bloque comunista, Libia y otros países socialistas de los que los Estados Unidos y Europa recelaban, así como su firme oposición a las pruebas nucleares en la región. Fue el principal defensor del socialismo melanesio. Vanuatu ofreció apoyo al movimiento indígena de liberación kanako en Nueva Caledonia, y fue el único país de la región en apoyar los derechos de autodeterminación de Timor Oriental, entonces bajo la ocupación de Indonesia. Su mandato concluyó en 1991, debido a las luchas entre facciones dentro de su propio partido. Se unió al Partido Nacional Unido del cual era el máximo dirigente en el momento de su muerte. Falleció por una enfermedad en la capital, Port Vila. Su hermana Hilda Lini y su hermano Ham Lini son también políticos en Vanuatu.